# Pfmersgrund
Das Naturschutzgebiet Pfmersgrund liegt im Landkreis Sonneberg in Thüringen. Es erstreckt sich zwischen Hasenthal, einem Ortsteil der Stadt Sonneberg im Westen, und Tettau (Landkreis Kronach, Bayern) im Osten. Westlich des Gebietes verläuft die Landesstraße L 1150 und am östlichen Rand die Landesgrenze zu Bayern. Südlich erstrecken sich die Naturschutzgebiete Tettautal (116,9 ha; Landkreis Sonneberg) und Tettautal und Sattelgrund (17,5 ha; Landkreis Kronach).

## Bedeutung
Das 112,6 ha große Gebiet mit der NSG-Nr. 252 wurde im Jahr 1998 unter Naturschutz gestellt.